# Karl von Collas

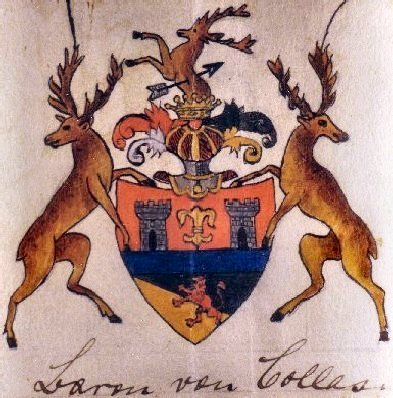
Wappen der Collas

Karl Maximilian Ernst Ludwig von Collas, in Ungarn offiziell auch Báró Collas Károly genannt (* 25. Dezember 1869 in Arad an der Maros; † 26. Mai 1940 in Budapest) war ein ungarischer Staatsbürger deutscher Abstammung. Er war königlich ungarischer Unterstaatssekretär und Vorstand der politisch-administrativen Abteilung der Landesregierung von Bosnien-Herzegowina.

## Familie
Er war der Sohn des Gutsbesitzers Robert von Collas (* 13. September 1819), Herr auf den Gütern Nieder-Sodow, Kreis Oppeln (Oberschlesien), Nakel, Kreis Deutsch Krone (Pommern), Tállya, Kreis Zemplin (Ungarn) und Kisfalu (Ungarn), und der Helene, geborene Gräfin Larisch-Moennich (* 29. März 1836), Freiin von Ellgoth und Karwin, einer Tochter des Generalmajors Joseph von Larisch.
Er selbst blieb unverheiratet.

## Leben
Nach Collas' eigenen Aufzeichnungen begann er 1890 sein Studium der Rechtswissenschaft an der Albertus-Universität Königsberg. Seit 1889 war er Mitglied des Corps Normannia Königsberg. 1893 wechselte er an die Universität Budapest. Anschließend diente er als Einjährig-Freiwilliger im Husaren-Regiment „König Humbert von Italien“ (1. Kurhessisches) Nr. 13 mit Beförderung zum Leutnant im K.u.k. Husarenregiment (Vacant) Nr. 12. Danach war er in der Komitatsverwaltung als ehrenamtlicher Stuhlrichter (Bezirksrichter) tätig. Von 1896 bis 1897 diente Collas im k.u.k. Husaren-Regiment Nr. 12.
Im Jahr 1900 wurde er zum Politischen Adjunkt 2. Klasse in der bosnisch-herzegowinischen Verwaltung ernannt, wurde 1906 Expositurleiter in Grakovo, 1908 Bezirksvorsteher in Petrovac und wurde 1909 als Landtagsreferent nach Sarajevo versetzt.
Schon bald darauf wurde er 1911 Personalreferent der politischen Verwaltung von Bosnien und Herzegowina, ein Jahr später Regierungskommissär der Landeshauptstadt Sarajevo, 1913 dann Regierungsrat und Präsidialchef der Landesregierung und 1915 Hofrat sowie Chef der politisch-administrativen Abteilung. Im Jahr 1916 wurde ihm die Leitung der politischen Agenden im Ministerium für Bosnien-Herzegowina in Wien übertragen.
Nach dem Zusammenbruch der Monarchie zog er sich 1918 während des Revolutionsregimes ins Privatleben zurück, meldete sich aber im November 1919 zum Dienst zurück und wurde als Liquidierungskommissär der königlich ungarischen Regierung bei der österreichischen Regierung eingesetzt (Liquidierung der Gemeinsamkeiten Armee, Finanzen, auswärtige Vertretungen mit gegenseitigen Abrechnungen der beiden Regierungen), was anfangs, so Collas in seinen Aufzeichnungen, einen gewaltigen Apparat erforderte: 72 Offiziere, darunter 16 Stabsoffiziere und 4 Fregattenkapitäne, und 2 Gesandte.
In den Jahren 1921 bis 1925 war er gleichzeitig Vertreter der ungarischen Regierung bei der Reparationskommission in Paris und bei der Heeresabrechnungsstelle in Berlin. Außerdem fungierte er als Delegationsleiter bei den Konferenzen u. a. in Stockholm, Lugano, Venedig und in Bern.
Im Jahr 1929 bat er um Amtsenthebung, da seine Schwester Helene von Collas (1864–1931), die ihm in Budapest den Haushalt führte, 1928 schwer erkrankt war, 1929 operiert und von ihm gepflegt wurde. Erst 1931 wurde dieser Bitte entsprochen. Seine Schwester starb am 8. Juni 1931 in Wien.

## Ehrungen
- Ehrenbürger der Landeshauptstadt Sarajevo (1913)
- Komturkreuz des Franz-Joseph-Orden mit Kriegsdekoration
- Ehrenzeichen für Verdienste um das Rote Kreuz mit der Kriegsdekoration
- Großoffizier des Mecidiye-Ordens mit Stern
- Roter Adlerorden II. Klasse
- Ehrenzeichen für Verdienste um die Republik Österreich (1922)
- Marianerkreuz des Deutschen Ritterordens